# 埃爾德雷德 (紐約州)
埃爾德雷德（英語：Eldred）是位於美國紐約州沙利文縣的普查規定居民點。

## 人口
根據2020年美國人口普查的數據，埃爾德雷德的面積為3.36平方千米，皆為陸地。當地共有人口212人，而人口密度為每平方千米63.1人。